# Simazin
Simazin (6-Chlor-N,N′-diethyl-1,3,5-triazin-2,4-diamin) ist ein von Geigy entwickeltes, selektiv und systemisch wirkendes Herbizid. Es gehört wie Atrazin und Terbuthylazin zu den Chlortriazinen.
Das Herbizid wird unter anderem unter den Handelsnamen Simazin, Gesatop Quick, Linocin, Meduron, Topuron und Trevox verkauft.

## Geschichte
Simazin wurde in den 1950er-Jahren von der Geigy AG entwickelt und 1957 erstmals auf den Markt gebracht. Wirtschaftlich war Simazin ein großer Erfolg. Die Agrarsparte von Geigy gehört nach einer Reihe von Fusionen heute zu Syngenta. Da Simazin-Rückstände im Trinkwasser immer mehr zu einem Problem wurden, beschloss die EU-Regulierungsbehörde 2003, Simazin nicht wieder als Pflanzenschutzmittel zu registrieren.

## Verwendung
Simazin wurde bzw. wird in der Landwirtschaft als selektiv wirkendes Herbizid gegen Gräser und breitblättrige Unkräuter eingesetzt. Es wurde besonders häufig beim Anbau von Mais verwendet. Daneben eignet es sich als Herbizid in Kulturen tiefwurzelnder Pflanzen. Auf nicht landwirtschaftlich genutzten Flächen diente es auch als Breitbandherbizid.
Der Wirkstoff ist in den Staaten der Europäischen Union nicht mehr zugelassen. In der Schweiz ist Simazin seit 2012 verboten.

## Toxikologie
Die Toxizität von Simazin ist gering, die LD50 bei oraler Aufnahme wird für Ratte, Maus, Kaninchen, Huhn und Taube mit mehr als 5 g/kg Körpergewicht angegeben. Bei Fütterungsstudien wurde ein niedrigster NOEL-Wert von 0,6 mg/kg Körpergewicht gefunden. Bei Ratten führte Simazin zu Tumoren an Milchdrüsen und Nieren, woraufhin eine Erlaubte Tagesdosis von 0,005 mg/kg Körpergewicht festgelegt wurde.
Verschlucktes Simazin wird rasch absorbiert. Innerhalb des ersten Tages werden 65 bis 97 % davon wieder ausgeschieden, größtenteils bereits metabolisiert.

## Umweltwirkung
Simazin wird an Bodenmineralien adsorbiert, wegen seiner geringen Wasserlöslichkeit ist die Auswaschungsrate gering. Der Abbau erfolgt hauptsächlich durch Bakterien.
Für Fische ist Simazin giftig, die letale Konzentration im Wasser (LC50 (96 h)) für Regenbogenforelle und Karpfen liegt bei 100 mg/l. Simazin ist nicht bienengefährlich.